# Adam František Kollár
Adam František Kollár (17. dubna 1718, Terchová, Uhersko – 10. července 1783, Vídeň) byl rakouský osvícenský učenec slovenského původu, historik, pedagog a knihovník dvorní knihovny ve Vídni. Pro jeho moudrost a rozhled ho nazývali slovenským Sokratem.

## Životopis
Studoval na gymnáziu v Banské Bystrici a Banské Štiavnici, vystudoval teologii v Trnavě a ve Vídni, ale z jezuitského řádu vystoupil před vysvěcením. Ovládal mnoho jazyků, vedle slovenštiny, němčiny, maďarštiny a klasických jazyků také turečtinu, perštinu a hebrejštinu. Od roku 1749 pracoval v dvorní knihovně ve Vídni a v roce 1774 se stal jejím ředitelem. Byl blízkým spolupracovníkem vlivného dvorního lékaře, diplomata a knihovníka G. van Swietena, poradcem ministrů a panovnice, členem různých komisí a dvorním rádcem. Je autorem pramenů k dějinám Vídně a k turecké expanzi v Uhersku. Osvědčil se jako znalec právních dějin, filozofie a pedagogiky, slovanských a orientálních jazyků a jako editor. Pro svůj záměr založit vědeckou společnost Societas literaria podle vzoru Francouzské akademie roku 1774 však nezískal podporu císařovny. Místo toho začal anonymně vydávat čtrnáctideník Privilegierte Anzeigen, který neměl vysokou vědeckou úroveň.
Ve svých návrzích požadoval zrušení nevolnictví, zdanění šlechty a zavedení náboženské svobody. Poukazoval na to, že stará feudální společnost potřebuje zásadní reformy. A. F. Kollár svými názory ovlivnil školní reformy císařovny Marie Terezie. Projevil se jako stoupenec osvícenského absolutismu, schvaloval všeobecnou občanskou rovnost. Vzhledem k tomu, že šlechta odmítla reformy, prosazoval posílení panovnické moci (dílo De originibus et usu perpetuo potestatis legislatoriae circa sacra apost. regnum Ungariae). Kollárovo vystoupení pobouřilo privilegované stavy, a proto bylo jeho dílo veřejně spáleno na bratislavském náměstí. Založil studium slovanských dějin a patrně jako první použil pojem etnologie.

## Díla
- 1761/1762 – Analecta monumentorum omnis aevi Vindobonensia, I-II. (Vídeňská sbírka dokumentů ze všech dob), Vídeň
- 1762 – Casp. Ursini Velii de bello Pannonico libri decem cum adnotationibus et appendice critico, (Deset knih C. Ursínyho o uherské válce s poznámkami a kritickým dodatkem), Vídeň
- 1763 – Nicolai Olahi… Hungaria et Attila…, Vídeň, reedice díla od Mikuláš Oláh|Mikuláše Oláha
- 1764 – De originibus et usu perpetuo potestatis legislatoriae circa sacra apost. regnum Ungariae (O původu a stálém používání zákonodárné moci v církevních věcech apoštolských králů uherských)
- 1769 – De ortu, progressu et incolatu nationis Ruthenicae in Hungaria (O původu, rozšíření a osazení rusínské národnosti v Uhersku), první dějiny uherských Rusínů
- 1772 – Jurium Hungariae in Russiam minorem et Podoliam, Bohemiaeque in Osvicensem et Zatoriensem ducatus explicatio (Výklad o právech Uher v Malé Rusi a Podolii, i o právech Čech v Osvicenském a Zatorském hrabství), Vídeň; také v němčině
- 1777 – Ratio educationis (Výchovný řád), Učitel|pedagogické práce ovlivňující školní reformu
- 1783 – Historiae jurisque publici regni Ungariae amoenitates, I–II. (Zajímavosti dějin a veřejného práva uherského království), Vídeň